# Cephalotus follicularis
Genre
Espèce
Classification phylogénétique
Statut de conservation UICN

 VU A2ac : Vulnérable
Cephalotus follicularis (du grec κεφαλή - kephalê, « tête ») est une espèce de plantes carnivores à piège passif endémique du sud-ouest de l'Australie. C'est l'unique espèce de la famille des Cephalotaceae. Il existe des variantes « géantes » de la même espèce, des variantes dont la coloration est plus prononcée ou dont la forme des pièges peut varier. La classification phylogénétique situe cette famille dans l'ordre des Oxalidales, comme les Oxalis.

## Description

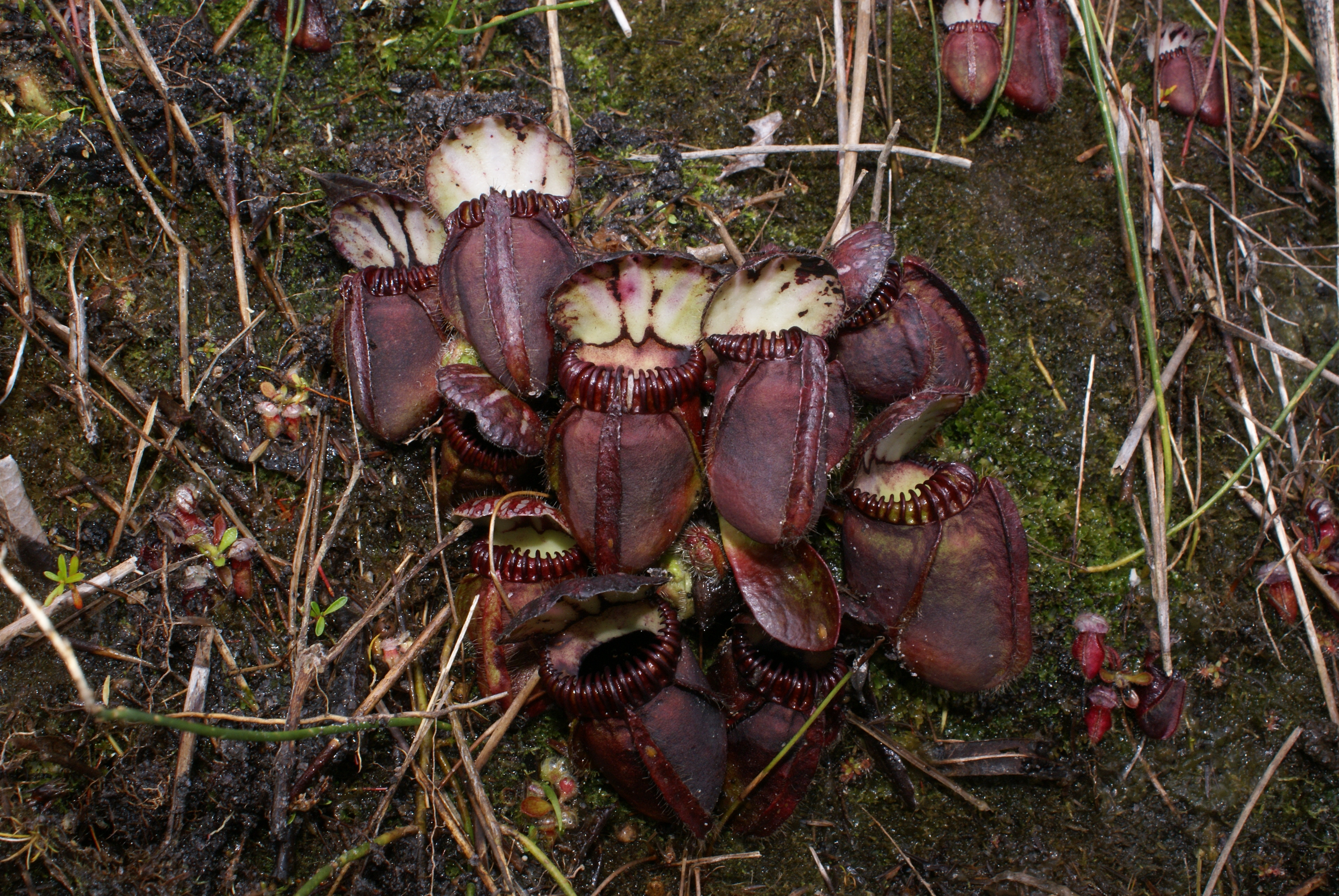
Individu aux teintes plus brunes

Cephalotus follicularis est une plante vivace terrestre qui peut atteindre 60 cm de diamètre. Cette plante carnivore vit dans un climat de type méditerranéen atténué par la proximité de l'océan.
Les feuilles ont deux formes : soit simples et lancéolées ; soit en forme d'urne pour piéger les insectes.
L'inflorescence peut mesurer 60 cm de haut et porte des petites fleurs blanches sans pétales.
Ce sont des plantes herbacées carnivores à mécanisme passif. Cette plante se nomme également "cruche à eau d'Albany", en référence à la forme de ses pièges et à sa répartition géographique.
Il est fréquent de trouver des amas de cephalotus car ils produisent beaucoup de rejets qui, dans la nature, ne sont pas séparés du plant mère. 
Elle utilise un système d'urnes semblable aux urnes de Népenthacées mais contrairement à celles-ci, elle produit également des feuilles ordinaires à seul but photosynthétique.
Les urnes sont toutes produites indépendamment des feuilles, au bout d'une petite tige sortant du centre du plant. 
Elle est assez fréquente en culture car, bien que capricieuse, elle est relativement simple de culture et assez appréciée. Elle ne capture pas beaucoup d'insectes comme les nepenthes mais peut attraper des fourmis et autres petits insectes rampants.

## Répartition géographique

Aire de répartition

Sa répartition naturelle est localisée à une petite zone de l'Australie, globalement d'Albany à Augusta. Cette espèce pousse dans des pentes sablo-terreuses proches de la plage et dans des marais tourbeux.

## Cultivars
De nombreux cultivars sont connus, parmi lesquels :
- ‘Hummer's Giant’ : Sélection ancienne américaine. Urnes larges, parfois légèrement trapues. Stabilité dans la taille, mais moins intense en couleur.
- ‘Eden black’ : Clone extrêmement sombre, presque noir. Croissance plus lente, exigeant en lumière, très recherché.
- ‘German Giant’: Grand clone européen. Bon compromis entre taille et croissance. Ressemble à Hummer’s, mais plus rustique.
- ‘Big Boy’ : Urnes très larges, aspect « joufflu ». Teinte verte à rouge foncé, pousse bien sous forte lumière.
- 'BCP 981/02' : Clone géant réputé, sélectionné par Best Carnivorous Plants. Urnes massives, lèvres épaisses, coloration rouge sombre. Spectaculaire.
- 'BCP 981/11' : Croissance très rapide, urnes généreuses et toujours bien colorées de rouge.
- 'Phil Mann Giant' : Clone rare originaire d’Australie. Très grandes urnes, bouche large, tendance à faire peu d’urnes si conditions sous-optimales.
- 'Dudley Watts': Clone historique. Urnes typées, souvent vert foncé à pourpre, lèvres épaisses, croissance assez constante.
- 'Triffid Traps' : Clone sélectionné au Royaume-Uni. Teinte rouge vif, aspect esthétique très régulier.
- 'Squat' : Clone à urnes trapues, plus larges que hautes. Aspect compact. Excellent en culture en pot.
- 'Albino' : Mutation rarissime : absence de pigments anthocyaniques → urnes vert pâle à jaunâtre. Extrêmement instable génétiquement.
- 'Cryptid' : Clone émergent, parfois instable, mais avec des lèvres boursouflées et des dents presque dédoublées.
- ‘Julian’ : Clone personnel de Julian Shaw, connu pour sa stabilité et sa teinte rouge rubis sous lumière intense.
- 'Fang' : Clone à "dents" particulièrement prononcées sur la lèvre. Teinte rouge vif à brun. Peu commun.
- etc.

### Cephalotus
- (fr) CITES : taxon  Cephalotus follicularis (sur le site du ministère français de l'Écologie) (consulté le 17 mai 2015)
- (en) FloraBase (Australie-Occidentale) : classification Cephalotus
- (en) NCBI : Cephalotus (taxons inclus)
- (en) GRIN : genre Cephalotus Labill. (+liste d'espèces contenant des synonymes)

### Cephalotus follicularis
- (en) FloraBase (Australie-Occidentale) : classification Cephalotus follicularis
- (en) NCBI : Cephalotus follicularis (taxons inclus)
- (en) UICN : espèce Cephalotus follicularis Labill. (1806) (consulté le 17 mai 2015)
- (en) GRIN : espèce Cephalotus follicularis Labill., 1806
- (fr + en) CITES : espèce Cephalotus follicularis Labill.  (+ répartition) (sur le site de l’UNEP-WCMC)